# Institute for Scientific Information
Institute of Scientific Information (ISI) pot. Instytut Filadelfijski – komercyjna instytucja naukowa, założona w 1956 r. w Filadelfii (USA) przez Eugene'a Garfielda w celu gromadzenia, przetwarzania i udostępniania różnego rodzaju naukowych baz danych, tworzonych na podstawie ogólnodostępnych danych, takich jak czasopisma naukowe, książki, patenty i wydawnictwa konferencyjne. 
Pierwotna nazwa instytutu brzmiała Documation. W 1992 r. Garfield sprzedał instytut wydawnictwu The Thomson Corporation (później przekształconemu w Thomson Reuters Corporation). W 2016 gałąź Thomsona Reutersa o nazwie Thomson Reuters Intellectual Property and Science, m.in. kontynuująca działalność ISI, została zakupiona przez firmę Clarivate Analytics. W 2018 r. Clarivate reaktywowała Institute of Scientific Information, jako jeden ze swoich działów.
ISI publikował m.in.:
- Citation Index – czyli indeks cytowań poszczególnych artykułów publikowanych w czasopismach naukowych. Dostępne są: Science Citation Index Expanded (SCI), Social Sciences Citation Index (SSCI) oraz Arts & Humanities Citation Index (A&HCI). Pełna baza SCI obejmuje obecnie publikacje od 1945 r.
- Journal Citation Reports – czyli sumaryczny indeks liczby i dynamiki cytowań wszystkich artykułów w danym czasopiśmie – jest on podstawą do przyznawania poszczególnym czasopismom tzw. impact factor – która jest miarą prestiżu i siły oddziaływania danego czasopisma.
- Current Contents – czyli zbiory abstraktów czasopism z wybranych dziedzin nauki. Dostępne są Science Current Contents, Biomedicinal Current Contents, Arts & Humanites Current Contents, Social Sciences Current Contents, a także ich podzbiory ze ściśle określonych dziedzin.

Pierwotnie informacje te wydawane były w formie papierowej, współcześnie dostęp do nich możliwy jest za pomocą portali internetowych Web of Science, Journal Citation Reports (tzw. lista filadelfijska) i in.
Od 2010 r. bazy danych Clarivate dostępne są w Polsce w uczelniach i instytutach badawczych w ramach licencji krajowej za pośrednictwem ICM.